# Milton (Kansas)
Milton – jednostka osadnicza w Stanach Zjednoczonych, w stanie Kansas, w hrabstwie Sumner.